# Coppa di Turchia 2023-2024 (pallavolo femminile)
La Coppa di Turchia 2023-2024, 24ª edizione della coppa nazionale turca di pallavolo femminile, si è svolta dal 30 settembre 2023 al 24 marzo 2024: al torneo hanno partecipato quattordici squadre di club turche e la vittoria finale è andata per la quarta volta al Fenerbahçe.

## Regolamento

### Formula
La competizione prevede due fasi, quella preliminare e quella finale:
- Nella fase preliminare, dalla quale sono esonerate le migliori quattro formazioni della Sultanlar Ligi 2022-2023, le altre formazioni provenienti dalla Sultanlar Ligi 2023-2024 vengono divise in tre gironi (due da tre squadre e uno da quattro), nei quali si sfidano in un round-robin e le prime classificate e la migliore seconda classificata accedono alla fase seguente.
- Nella fase finale le formazioni qualificate si sfidano nei quarti di finali, in semifinale e in finale in gara unica, con gli accoppiamenti decretati da un sorteggio.

### Criteri di classifica
L'ordine del posizionamento in classifica è stato definito in base a:
- Numero di partite vinte;
- Punti;
- Ratio dei set vinti/persi;
- Ratio dei punti realizzati/subiti.

Per determinare la migliore seconda classificata della fase a gironi, i risultati dell'ultima classificata del girone da quattro squadre vengono sottratti dalla classifica.

## Squadre partecipanti
| - Aydın BB - Beşiktaş - Çukurova - Eczacıbaşı - Fenerbahçe - Galatasaray - Karayolları | - Kuzeyboru - Muratpaşa Sigorta Shop - Nilüfer - PTT - Sarıyer - Türk Hava Yolları - VakıfBank |

## Torneo

### Fase a gironi

#### Gruppo A

##### Risultati
| 30 settembre 2023 İzmir Atatürk Spor Salonu, Smirne Durata: 1h:29 - Spettatori: 325 | Kuzeyboru | 3 - 0 | PTT       | 25-23, 25-21, 25-23        |
| 1º ottobre 2023 İzmir Atatürk Spor Salonu, Smirne Durata: 1h:24 - Spettatori: 280   | PTT       | 0 - 3 | Nilüfer   | 21-25, 16-25, 18-25        |
| 2 ottobre 2023 İzmir Atatürk Spor Salonu, Smirne Durata: 1h:51 - Spettatori: 200    | Nilüfer   | 1 - 3 | Kuzeyboru | 16-25, 25-22, 16-25, 22-25 |

##### Classifica
| Pos. | Squadra   | Pt | G | V | P | SV | SP | Ratio | PF  | PS  | Ratio |
| ---- | --------- | -- | - | - | - | -- | -- | ----- | --- | --- | ----- |
| 1.   | Kuzeyboru | 6  | 2 | 2 | 0 | 6  | 1  | 6,000 | 172 | 146 | 1,178 |
| 2.   | Nilüfer   | 3  | 2 | 1 | 1 | 4  | 3  | 1,330 | 154 | 152 | 1,013 |
| 3.   | PTT       | 0  | 2 | 0 | 2 | 0  | 6  | 0,000 | 122 | 150 | 0,813 |

      Qualificata ai quarti di finale.

#### Gruppo B

##### Risultati
| 30 settembre 2023 İzmir Atatürk Spor Salonu, Smirne Durata: 2h:06 - Spettatori: 250 | Çukurova               | 2 - 3 | Muratpaşa Sigorta Shop | 12-25, 25-23, 20-25, 27-25, 4-15  |
| 1º ottobre 2023 İzmir Atatürk Spor Salonu, Smirne Durata: 2h:15 - Spettatori: 1 200 | Muratpaşa Sigorta Shop | 2 - 3 | Galatasaray            | 22-25, 22-25, 25-20, 25-23, 10-15 |
| 2 ottobre 2023 İzmir Atatürk Spor Salonu, Smirne Durata: 1h14: - Spettatori: 750    | Galatasaray            | 0 - 3 | Çukurova               | 17-25, 12-25, 19-25               |

##### Classifica
| Pos. | Squadra                | Pt | G | V | P | SV | SP | Ratio | PF  | PS  | Ratio |
| ---- | ---------------------- | -- | - | - | - | -- | -- | ----- | --- | --- | ----- |
| 1.   | Çukurova               | 4  | 2 | 1 | 1 | 5  | 3  | 1,670 | 163 | 161 | 1,012 |
| 2.   | Muratpaşa Sigorta Shop | 3  | 2 | 1 | 1 | 5  | 5  | 1,000 | 217 | 196 | 1,107 |
| 3.   | Galatasaray            | 2  | 2 | 1 | 1 | 3  | 5  | 0,600 | 156 | 179 | 0,872 |

      Qualificata ai quarti di finale.

#### Gruppo C

##### Risultati
| 30 settembre 2023 TVF Cengiz Göllü Voleybol Salonu, Bursa Durata: 1h:52 - Spettatori: 50 | Aydın BB    | 3 - 1 | Karayolları | 25-23, 25-19, 21-25, 25-15       |
| 30 settembre 2023 TVF Cengiz Göllü Voleybol Salonu, Bursa Durata: 1h:24 - Spettatori: 90 | Sarıyer     | 3 - 0 | Beşiktaş    | 25-23, 25-11, 25-18              |
| 1º ottobre 2023 TVF Cengiz Göllü Voleybol Salonu, Bursa Durata: 1h:46 - Spettatori: 80   | Karayolları | 1 - 3 | Sarıyer     | 25-23, 12-25, 18-25, 20-25       |
| 1º ottobre 2023 TVF Cengiz Göllü Voleybol Salonu, Bursa Durata: 2h:11 - Spettatori: 65   | Beşiktaş    | 2 - 3 | Aydın BB    | 25-23, 25-13, 18-25, 19-25, 9-15 |
| 2 ottobre 2023 TVF Cengiz Göllü Voleybol Salonu, Bursa Durata: 1h:58 - Spettatori: 50    | Beşiktaş    | 3 - 1 | Karayolları | 20-25, 25-21, 25-23, 25-18       |
| 2 ottobre 2023 TVF Cengiz Göllü Voleybol Salonu, Bursa Durata: 1h:14 - Spettatori: 40    | Aydın BB    | 0 - 3 | Sarıyer     | 15-25, 16-25, 15-25              |

##### Classifica
| Pos. | Squadra     | Pt | G | V | P | SV | SP | Ratio | PF  | PS  | Ratio |
| ---- | ----------- | -- | - | - | - | -- | -- | ----- | --- | --- | ----- |
| 1.   | Sarıyer     | 9  | 3 | 3 | 0 | 9  | 1  | 9,000 | 248 | 173 | 1,434 |
| 2.   | Aydın BB    | 5  | 3 | 2 | 1 | 6  | 6  | 1,000 | 243 | 253 | 0,960 |
| 3.   | Beşiktaş    | 4  | 3 | 1 | 2 | 5  | 7  | 0,710 | 243 | 263 | 0,924 |
| 4.   | Karayolları | 0  | 3 | 0 | 3 | 3  | 9  | 0,330 | 244 | 289 | 0,844 |

      Qualificata ai quarti di finale.

### Fase finale

#### Tabellone
|  | Quarti di finale  | Quarti di finale |                   |            | Semifinali | Semifinali |  |  | Finale | Finale |  |
|  |                   |                  |                   |            |            |            |  |  |        |        |  |
|  | Fenerbahçe        | 3                |                   |            |            |            |  |  |        |        |  |
|  | Fenerbahçe        | 3                |                   |            |            |            |  |  |        |        |  |
|  | Sarıyer           | 0                |                   |            |            |            |  |  |        |        |  |
|  | Sarıyer           | 0                |                   | Fenerbahçe | 3          |            |  |  |        |        |  |
|  |                   |                  |                   | Fenerbahçe | 3          |            |  |  |        |        |  |
|  |                   |                  | Türk Hava Yolları | 1          |            |            |  |  |        |        |  |
|  | Türk Hava Yolları | 3                | Türk Hava Yolları | 1          |            |            |  |  |        |        |  |
|  | Türk Hava Yolları | 3                |                   |            |            |            |  |  |        |        |  |
|  | Kuzeyboru         | 1                |                   |            |            |            |  |  |        |        |  |
|  | Kuzeyboru         | 1                |                   | Fenerbahçe | 3          |            |  |  |        |        |  |
|  |                   |                  |                   |            |            |            |  |  |        |        |  |
|  |                   |                  | Eczacıbaşı        | 1          |            |            |  |  |        |        |  |
|  | Eczacıbaşı        | 3                | Eczacıbaşı        | 1          |            |            |  |  |        |        |  |
|  | Eczacıbaşı        | 3                |                   |            |            |            |  |  |        |        |  |
|  | Nilüfer           | 1                |                   |            |            |            |  |  |        |        |  |
|  | Nilüfer           | 1                |                   | Eczacıbaşı | 3          |            |  |  |        |        |  |
|  |                   |                  |                   | Eczacıbaşı | 3          |            |  |  |        |        |  |
|  |                   |                  | VakıfBank         | 2          |            |            |  |  |        |        |  |
|  | VakıfBank         | 3                | VakıfBank         | 2          |            |            |  |  |        |        |  |
|  | VakıfBank         | 3                |                   |            |            |            |  |  |        |        |  |
|  | Çukurova          | 0                |                   |            |            |            |  |  |        |        |  |

#### Risultati

##### Quarti di finale
| 12 febbraio 2024 Burhan Felek Spor Salonu, Istanbul Durata: 1h:04 - Spettatori: 510 | Fenerbahçe        | 3 - 0 | Sarıyer   | 25-16, 25-13, 25-22        |
| 12 febbraio 2024 Burhan Felek Spor Salonu, Istanbul Durata: 1h:43 - Spettatori: 120 | Türk Hava Yolları | 3 - 1 | Kuzeyboru | 20-25, 25-21, 25-17, 25-21 |
| 12 febbraio 2024 Eczacıbaşı Spor Salonu, Istanbul Durata: 1h:50 - Spettatori: 250   | Eczacıbaşı        | 3 - 1 | Nilüfer   | 25-20, 25-21, 23-25, 25-13 |
| 13 febbraio 2024 VakıfBank Spor Sarayı, Istanbul Durata: 1h:17 - Spettatori: 320    | VakıfBank         | 3 - 0 | Çukurova  | 27-25, 25-14, 25-15        |

##### Semifinali
| 24 marzo 2024 Ankara Arena, Ankara Durata: 1h:42 - Spettatori: 9 800 | Fenerbahçe | 3 - 1 | Türk Hava Yolları | 25-19, 22-25, 25-13, 25-20        |
| 24 marzo 2024 Ankara Arena, Ankara Durata: 1h:42 - Spettatori: 8 000 | Eczacıbaşı | 3 - 2 | VakıfBank         | 25-18, 25-23, 22-25, 24-26, 15-12 |

##### Finale
| 24 marzo 2024 Ankara Arena, Ankara Durata: 1h:43 - Spettatori: 8 000 | Fenerbahçe | 3 - 1 | Eczacıbaşı | 25-23, 16-25, 25-17, 25-20 |

## Statistiche
| Rendimento individuale | Rendimento individuale | Rendimento individuale | Rendimento individuale |
| Pos.                   | Nome                   | Punti                  | Squadra                |
| ---------------------- | ---------------------- | ---------------------- | ---------------------- |
| 1                      | Tijana Bošković        | 82                     | Eczacıbaşı             |
| 2                      | Marina Markova         | 68                     | Muratpaşa Sigorta Shop |
| 3                      | Jovana Brakočević      | 65                     | Beşiktaş               |
| 4                      | Lucille Gicquel        | 58                     | Nilüfer                |
| 5                      | Kimberly Drewniok      | 55                     | Sarıyer                |

| Attacchi vincenti | Attacchi vincenti | Attacchi vincenti | Attacchi vincenti      |
| Pos.              | Nome              | Punti             | Squadra                |
| ----------------- | ----------------- | ----------------- | ---------------------- |
| 1                 | Tijana Bošković   | 78                | Eczacıbaşı             |
| 2                 | Jovana Brakočević | 59                | Beşiktaş               |
| 3                 | Marina Markova    | 58                | Muratpaşa Sigorta Shop |
| 4                 | Lucille Gicquel   | 49                | Nilüfer                |
| 5                 | Kimberly Drewniok | 47                | Sarıyer                |

| Muri vincenti | Muri vincenti     | Muri vincenti | Muri vincenti |
| Pos.          | Nome              | Punti         | Squadra       |
| ------------- | ----------------- | ------------- | ------------- |
| 1             | Berka Özden       | 10            | Karayolları   |
| 2             | Jovana Stevanović | 9             | Eczacıbaşı    |
| 2             | Hande Baladın     | 9             | Eczacıbaşı    |
| 2             | Ayçin Akyol       | 9             | Galatasaray   |
| 5             | Deniz Uyanık      | 8             | Nilüfer       |
| 5             | Irina Fetisova    | 8             | Fenerbahçe    |
| 5             | Bengisu Aygün     | 8             | Beşiktaş      |
| 5             | Begüm Hepkaptan   | 8             | Sarıyer       |

| Battute vincenti | Battute vincenti  | Battute vincenti | Battute vincenti       |
| Pos.             | Nome              | Punti            | Squadra                |
| ---------------- | ----------------- | ---------------- | ---------------------- |
| 1                | Arina Fedorovceva | 12               | Fenerbahçe             |
| 2                | Aslıhan Kılıç     | 7                | Muratpaşa Sigorta Shop |
| 2                | Simone Lee        | 7                | Sarıyer                |
| 2                | Gergana Dimitrova | 7                | Çukurova               |
| 5                | Marina Markova    | 6                | Muratpaşa Sigorta Shop |